# 樟蟻粉介殼蟲
樟蟻粉介殼蟲（学名：Formicococcus cinnamomi）为粉介殼蟲科蟻粉介殼蟲屬下的一个种。